# Eccidio di Schio
L'eccidio di Schio fu il massacro compiuto nella notte tra il 6 e il 7 luglio 1945 (due mesi dopo la fine della guerra in Europa) a Schio, nei pressi di Vicenza, da un gruppo formato da molti ex partigiani della brigata "Ramina-Bedin" e da alcuni della brigata "Ismene", entrambe della Divisione garibaldina "Ateo Garemi", inquadrati quali agenti della Polizia ausiliaria partigiana, istituita alla fine della guerra e composta da ex partigiani.

## Il contesto
La città di Schio aveva pagato cara l'opposizione al fascismo da parte di molti suoi abitanti durante la seconda guerra mondiale e nell'ambito della Resistenza vicentina. In quella zona, gli occupanti nazisti e i loro alleati fedeli a Mussolini repressero l'antifascismo in modo particolarmente feroce. Inoltre, la zona divenne un punto di raccolta di truppe tedesche verso la fine del conflitto, provocando fortissime tensioni con la popolazione ed innumerevoli violenze.
Domenica 29 aprile 1945, a mezzogiorno in punto, ebbe inizio un attacco delle formazioni partigiane che portò - dopo quattro ore di intensi scontri nei quali persero la vita 15 partigiani e 3 civili - alla liberazione di Schio. Tre militari fascisti ed altri due civili furono passati per le armi e i loro cadaveri abbandonati in Valletta dei Frati a Schio. Si trattava di Salvatore Grosso detto "Bulgaro" o "Tartaro" (militare fucilato in piazzetta Garibaldi da un partigiano che era stato da lui torturato e poi trasportato cadavere alla Valletta) e di due membri della Brigata nera sospettati di avere preso parte ai rastrellamenti condotti nel Tretto nei giorni tra la fine del 1944 e l'inizio del 1945, culminati con l'uccisione dei partigiani Ferruccio Bravo "Tigre", Disma Dall'Alba "Febo" e Giuseppe Reghellin "Tokio". I due brigatisti erano Giovanni Rizzello, di 46 anni, ed Ennio Rizzello, 19 anni, probabilmente figlio di Giovanni.
Nella stessa Valletta dei Frati vennero uccisi sommariamente dai partigiani anche Sebastiano Celesti (46 anni, pensionato della Ferrovie ed invalido di guerra), ed Antonio Fin, interprete, di 24 anni. 
Il giorno dopo (30 aprile 1945) fu riesumata, obbligando prigionieri fascisti a scavare a mani nude, la salma di Giacomo Bogotto, sepolta nel giardino della caserma, davanti agli occhi di una popolazione sconvolta ed inferocita. Si trattava del partigiano scledense arrestato il 14 aprile 1945 dalle Brigate Nere e di cui si era persa traccia. Il corpo aveva subito torture, gli erano state strappate le unghie dalle mani e cavati entrambi gli occhi, presentava inoltre diverse flagellazioni all'addome. La testimonianza del partigiano Valentino Bortoloso "Teppa", che presiedette all'esumazione, afferma che il cadavere era sepolto sotto un masso (secondo altra versione una lastra di pietra) di circa 20-30 chilogrammi, il che generò il sospetto che fosse stato sepolto ancora vivo. La successiva autopsia confermò però che il decesso di Giacomo Bogotto non avvenne per asfissia, ma rimase da dare una spiegazione a quel masso posato sul fianco del cadavere. La popolazione di Schio sfilò davanti ai resti, mentre il partigiano "Teppa", di guardia allo stesso, assicurava tutti che i responsabili sarebbero stati giustiziati.
Il 1º maggio venne nominata una Commissione d'epurazione composta dai rappresentanti dei partiti politici che avevano aderito al CLN (PCI, PSI, DC, PdA) per esaminare la posizione di 350 detenuti, in affiancamento alla Procura della Corte d'Assise Straordinaria vicentina. Il 9 giugno venne costituita una Polizia ausiliaria partigiana composta da 120 uomini, in gran parte ex partigiani della brigata garibaldina "Martiri delle Val Leogra" divisione "A. Garemi".
A maggio arrivarono le notizie della strage di Pedescala: tra la fine di aprile e i primi di maggio a Pedescala, Forni e Settecà furono complessivamente trucidate 82 persone da reparti tedeschi e collaborazionisti dell'Est in ritirata, come rappresaglia di un attacco effettuato dai partigiani mentre i tedeschi cercavano di raggiungere il Trentino. Tra le vittime si contarono 79 civili, due militari fascisti ed un partigiano. Il 3 maggio diciotto prigionieri, prelevati dalle carceri di Schio dai partigiani, dopo essere stati condotti ad Arsiero, furono fatti proseguire a piedi verso Pedescala per essere giustiziati. L'intervento di un ufficiale inglese bloccò la marcia e convinse i partigiani a riportare ad Arsiero i prigionieri, ma la notte stessa cinque di loro furono di nuovo portati a Pedescala. Uno di loro, Giulio Antonio Giurietto (tra i fondatori del Fascio di combattimento scledense), riuscì a fuggire; gli altri furono consegnati alle donne del paese che, stando a quanto si narra, li uccisero brutalmente. I quattro erano Antonio Mioli (dirigente bancario cinquantaseienne, brigatista in forza al presidio scledense, che aveva preso parte al rastrellamento del Grappa nel 1944), Domenico Marchioro (diciassettenne secondo alcuni posto a vice comandante del presidio scledense delle Brigate Nere, accusato di essere stato l'autore materiale della fucilazione di Giuseppe Reghellin "Tokio" e delle sevizie a Giacomo Bogotto "Ala", nonché coinvolto nello scontro a fuoco di San Vito di Leguzzano della notte tra il 2 e il 3 giugno 1944 in cui morì il partigiano Lino Zordan), Anselmo Canedi (quarantenne operaio IMI, squadrista appartenente al presidio scledense della Brigata Nera) e Riccardo Roso (studente ventiquattrenne, milite della Polizia Ausiliaria Repubblicana).
Già intorno al 10 maggio vi furono le prime scarcerazioni, che provocarono sentite proteste da parte dei partigiani, che accusarono i membri della commissione di debolezza e longanimità nei confronti dei fascisti. Si arrivò quindi all'accordo che alla Commissione prendessero parte anche i rappresentanti dei vari gruppi partigiani, tra i quali "Teppa". Contemporaneamente allo sviluppo delle indagini e alla raccolta delle poche denunce, la Commissione d'Epurazione proseguì con le scarcerazioni, che in due mesi raggiunsero il numero di 160 detenuti, oltre ad 80 avviati a Vicenza in quanto militari in servizio, suscitando proteste da parte della popolazione intera, e in particolare dei partigiani, che vedevano svanire, giorno dopo giorno, la giustizia che era stata loro promessa nei giorni della Liberazione..
Il 27 giugno tornò a Schio William Pierdicchi, unico sopravvissuto dei 14 antifascisti di Schio appartenenti al Battaglione territoriale "Fratelli Bandiera", arrestati nell'ambito delle indagini della Polizia Ausiliaria Repubblicana di Vicenza, e deportati a Mauthausen-Gusen e Dachau. Il sospetto era che gli arresti fossero avvenuti a causa di delazioni degli aderenti scledensi alla Repubblica Sociale Italiana. Pierdicchi rientrò in città in uno stato miserabile, ridotto al peso di 38 chili, suscitando un forte moto di rabbia popolare. Portava con sé un elenco con le date di decesso dei suoi compaesani.
Vi era nel carcere mandamentale di Schio un centinaio di persone fermate nell'attesa di indagini su eventuali loro corresponsabilità col regime fascista e con la R.S.I. Alcune erano da tempo imprigionate solo in quanto parenti di militi della R.S.I., altre perché legate sentimentalmente a ricercati. Altre infine per motivi extra giudiziali (ad esempio una delle vittime, Elisa Stella - 68 anni - imprigionata in quanto aveva affittato un appartamento ad un partigiano il quale, non volendo pagare l'affitto, la denunciò come fascista). Tuttavia la maggior parte non era stata coinvolta direttamente in reati. 
Il 28 giugno si svolse nella piazza antistante il municipio una manifestazione formata da 2.000 (o 5.000) persone.. La gente chiedeva giustizia e la punizione dei responsabili. Tra le personalità che parlarono alla folla, il governatore Chambers esortò la popolazione a sporgere denunce, nel caso qualcuno avesse subìto ingiustizie, o fosse a conoscenza di reati commessi, da parte di coloro che erano in carcere. Nel caso non vi fossero motivi validi in capo agli incarcerati, questi avrebbero dovuto essere liberati. Il 3 luglio il governatore chiese al segretario comunale (e membro del C.L.N.) Bolognesi, quante nuove denunce erano pervenute. Furono solo cinque di cui una anonima. Allora il governatore fece affiggere un manifesto pubblico in cui, non senza ironia, stigmatizzava che 5000 persone erano state in piazza a chiedere giustizia, e solo quattro erano le denunce valide pervenute. Di nuovo richiese che se qualcuno avesse avuto qualcosa da segnalare lo facesse. Il risultato fu che arrivarono altre sette o otto denunce, in gran parte riferentesi ai deportati a Mauthausen che erano deceduti.
In questo clima maturò l'eccidio del 6 luglio.

## La situazione politico-militare
Nella zona di Schio era stata attivata dai partigiani la Divisione garibaldina "Ateo Garemi" con i battaglioni "Ramina-Bedin" ed "Ismene", di orientamento prevalentemente comunista. Alla fine della guerra le formazioni partigiane ebbero l'ordine di consegnare le armi e di smobilitare: una parte dei partigiani eseguì l'ordine, mentre un'altra si mostrò riluttante. A Schio nel maggio del 1945 il potere civile era tenuto dal locale Comitato di Liberazione Nazionale e dal nuovo consiglio comunale da esso nominato: sindaco era il comunista Domenico Baron. Il potere militare era detenuto dall'esercito alleato, da reparti dell'esercito Italiano, da pochi Carabinieri della locale stazione e da ex-partigiani delle ex-Brigate Garibaldi ingaggiati nella Polizia ausiliaria partigiana per il mantenimento dell'ordine pubblico.

## L'eccidio

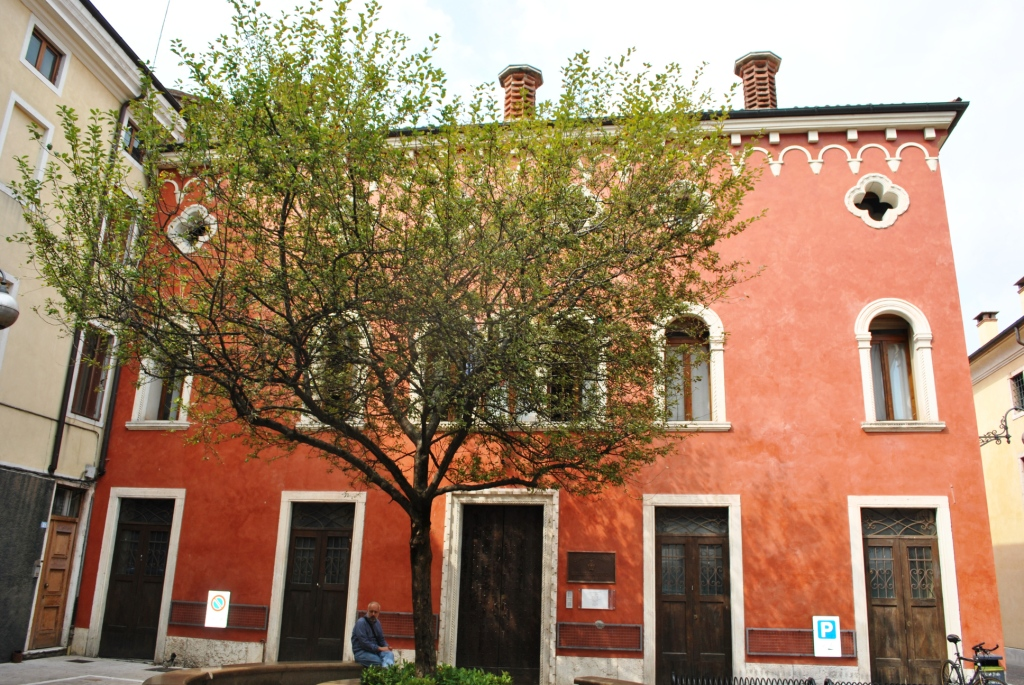
I locali che ospitavano tribunale e carceri nel 1945, teatro dell'eccidio.

Si tennero quindi alcune riunioni segrete tra gli ex capi partigiani Igino Piva "Romero" (un rivoluzionario professionista, tornato a Schio a metà Giugno), Gaetano Pegoraro "Nello" (vecchio antifascista e commissario partigiano), l'ex fascista (e condannato per rapine) Ruggero Maltauro "Attila" (divenuto capo della stessa Polizia Ausiliaria Partigiana) ed i loro ex sottoposti più fidati. Inizialmente fu proposta l'idea di far saltare in aria l'intero edificio delle carceri, poi però venne decisa l'azione di mitragliamento.
Dopo un primo rinvio, venne fissata la data per la notte tra il 6 ed il 7 luglio 1945.
Il gruppo di ex-partigiani appartenenti alla Polizia Ausiliaria Partigiana, armati e mascherati, agli ordini di Valentino Bortoloso (nome di battaglia "Teppa"), nella notte stessa entrò nel carcere mandamentale di Schio. I capi partigiani Igino Piva, Gaetano Pegoraro e Ruggero Maltauro "Attila" erano in quel momento ben lontani dalle carceri, per avere a disposizione un alibi (come riportato dallo storico Luca Valente). Non disponendo di elenchi di fascisti, li cercarono ma, non avendoli trovati, le vittime furono scelte tra i 99 detenuti del carcere. 
Tra i carcerati, solo sette erano stati indicati al momento dell'arresto come detenuti comuni, mentre 92 erano stati incarcerati come "politici", cioè di possibile parte fascista, sebbene non tutti fossero compromessi con il regime ed in molti casi fossero stati arrestati forse per errore, oppure per forzare qualche loro congiunto a costituirsi. In ogni caso nessun procedimento penale era stato avviato, ed erano ancora in corso gli accertamenti delle posizioni individuali: per alcuni era già stata accertata l'estraneità alle accuse ed era altresì programmata la scarcerazione, non avvenuta per lentezze burocratiche (o, secondo altre fonti, colpevolmente bloccata dall'allora segretario comunale Pietro Bolognesi - ex fascista - poi esponente del C.L.N.). Cinque detenuti comuni vennero subito esclusi dalla lista, insieme con due detenute politiche, che non furono riconosciute come tali in quanto stavano lavando le scale al momento dell'irruzione. Dal gruppo dei detenuti politici invece furono escluse, sulla base di conoscenze personali, altre sei persone: due donne da parte del Bortoloso, Massimo Carozzi da parte del partigiano Gaetano Canova, ed altri tre.
Il pomeriggio precedente la strage, Igino Piva "Romero" aveva fatto visita al detenuto Giulio Vescovi (capitano dell'esercito, pluridecorato nella campagna d'Africa) con il quale si era intrattenuto parecchio tempo. Vescovi cercò di giustificare il suo operato amministrativo e politico mentre rivestiva il ruolo prima di capo ufficio politico della federazione dei Fasci di Vicenza e poi di commissario prefettizio di Vicenza (dall'ottobre 1943 fino alla liberazione di Schio il 29 aprile 1945), nell'ambito del quale aveva vigilato sugli spostamenti delle formazioni partigiane e sulle componenti disfattiste dell'esercito tedesco, dandone prontamente denuncia alla Questura e al Comando tedesco, e si era attivamente impegnato nel reclutamento di lavoratori per la Germania pur essendo a conoscenza della situazione disperata in cui si venivano a trovare molti lavoratori scledensi nei territori del Reich. Il commissario prefettizio ebbe inoltre un diretto coinvolgimento nella retata di antifascisti condotta nel novembre 1944 per rappresaglia al secondo sciopero generale indetto in seguito ad alcuni episodi di violenza carnale a danno di alcune giovani operaie del Lanificio "Cazzola", perpetrati dai militi del presidio della Legione "Tagliamento"; in particolare ebbe un ruolo attivo nell'arresto di Bruno Zordan, antifascista e invalido di guerra, che in seguito all'arresto fu torturato e successivamente deportato a Mauthausen insieme ad altri membri dell'organizzazione antifascista cittadina.
Dopo il tentativo di fare una cernita tra i rimanenti carcerati, che suscitò contrasti tra gli stessi partigiani: alcuni proposero che fossero risparmiate almeno le donne (alcune delle quali in stato di gravidanza), che in genere non erano state arrestate per responsabilità personali, ma solo fermate per legami personali con fascisti o per indurle a testimoniare nell'inchiesta in corso. "Teppa" si oppose dicendo: «Gli ordini sono ordini e vanno eseguiti», ma non disse da chi provenivano gli ordini (e non fu mai chiaramente accertato, nonostante un processo apposito nel 1956). Nelle confessioni e nei verbali delle testimonianze, recentemente desecretate dagli Americani, alcuni imputati dichiararono che la decisione della strage era stata presa da Igino Piva, Ruggero Maltauro e Nello Pegoraro, e che l'azione era avvenuta sotto il comando di Valentino Bortoloso. Il fatto che ci fossero degli ordini, presume anche l'esistenza di un piano dettagliato e di una premeditazione, cosa che escluderebbe la tesi di un fatto impulsivo dominato dal risentimento di quei giorni. 
Dopo un'ora di incertezza, mentre alcuni partigiani non convinti si allontanarono, i detenuti e le detenute vennero ammassati in due celle, al piano terra ed al secondo piano delle carceri. Uno dei detenuti, il dottor Giulio Vescovi, capitano dell'esercito e pluridecorato, chiese di parlare, da soldato a soldato, con il capo dei partigiani ma fu da questi respinto e schiaffeggiato. Quindi a mezzanotte e un quarto vennero uccise a colpi di mitragliatore 54 persone, tra cui 14 donne (quattro sotto i 21 anni quindi minorenni per la legge dell'epoca), e ne vennero ferite altre 17 (la più giovane di 16 anni). Alcuni detenuti (15), coperti dai corpi dei caduti, si salvarono indenni, e questo nonostante gli omicidi avessero sparato più di un caricatore con i loro mitra (verbale del quarto interrogatorio del Bortoloso). Delle donne detenute parecchie sopravvissero poiché i detenuti maschi, in un estremo tentativo di proteggerle si schierarono davanti ad esse. Quando giunsero, i soccorritori trovarono il sangue che colava sulla scala e sul cortile, arrivando fin sulla strada. Un primo gruppo di barellieri provenienti dal vicino ospedale fu respinto e minacciato dai partigiani, e costretti a lasciare nella strada sei barelle vuote. 
Solo successivamente i feriti furono trasportati all'ospedale. Anche qui medici ed infermieri, dediti alla cura dei sopravvissuti feriti subirono minacce. Alcuni feriti dichiararono di essere stati malmenati. Uno di questi, Antonio Borghesan, dichiarò nella sua testimonianza del 27 agosto 1945 che, trovandosi all'interno dell'ospedale a causa di un ferimento, fu avvicinato da un uomo che lo invitò ad uscire dicendo che una macchina lo stava aspettando. Però, nonostante l'uomo fosse vestito come i sanitari dell'ospedale, un altro paziente, l'ingegner Gentilini, lo riconobbe come uno dei partigiani autori della strage. A quel punto fu informato il carabiniere di guardia il quale gli ordinò di non uscire.
Anche un altro fatto dà l'idea del clima sociale del periodo. Il corteo funebre delle vittime, che andava verso il cimitero, passò davanti all'area dove si trovavano le giostre allestite per la sagra del santo patrono di Schio (29 giugno). Mentre passava non furono fermate le giostre, né silenziata la musica. Secondo i ricordi di alcuni scledensi, dopo il passaggio dei numerosi carretti che trasportavano le salme delle vittime, lungo il percorso restarono sulla strada tracce di sangue per giorni. 
Il giorno dopo l'eccidio, ovvero l'8 luglio 1945, morì Germano Baron ("Turco"), capo partigiano della Brigata Marzarotto/Pasubiana, ufficialmente a causa di un incidente in motocicletta avvenuto la stessa notte della strage, le cui circostanze però non furono mai chiarite. Si dichiarò che l'incidente era accaduto presso Trento ma Baron, gravemente ferito, fu trasportato all'ospedale di Schio. La sua figura, per l'autorevolezza e per la sua posizione di capo partigiano, era ritenuta di grande interesse dalle autorità alleate, anche per le indagini sulla strage.

## Autori degli omicidi
Come risulta dagli atti dell'inchiesta alleata, svolta dagli agenti John Valentino e Theron A. Snyder, la squadra che perpetrò la strage era composta da dodici ex partigiani:
1. Bortoloso Valentino "Teppa" da Poleo/Schio;
2. Canova Gaetano "Sita" da Schio;
3. Fochesato Antonio "Treno" da Schio;
4. Franceschini Renzo "Guastatore" da Torrebelvicino;
5. Santacaterina Aldo "Quirino" da Schio;
6. Manea Arciso "Marven" da Schio;
7. Manea Lido "Igli" da Schio;
8. Broccardo Giovanni "RT" da Schio;
9. Ciscato Italo "Gandhi" da Schio;
10. Losco Luigi "Tenace" da Schio;
11. Micheletti Bruno "Brocchetta" da Schio
12. Scortegagna Bruno "Terribile" da Monte Magrè

## Dopo l'eccidio
L'evento ebbe grande risonanza non solo nazionale ma anche internazionale, perché venne utilizzato per dimostrare il pericolo costituito dal persistere di formazioni solo nominalmente dipendenti dal CLN. Su pressione delle autorità di occupazione alleate venne aperta un'inchiesta e nel processo del 1952 risultò che, tra le persone colpite, solo 27 erano affiliate al Partito Fascista Repubblicano. Altre risultarono completamente estranee.
Tuttavia l'azione degli ex-partigiani riscosse un certo sostegno nel paese in quanto molti temevano, dopo il discorso di Chambers, che quelli tra loro che avevano avuto responsabilità fasciste (tuttavia senza denunce) avrebbero facilmente guadagnato l'impunità.
(Sarah Morgan Rappresaglie dopo la Resistenza. L'eccidio di Schio tra guerra civile e guerra fredda)
All'indomani dell'evento il CLN, la Camera del Lavoro e il Partito Comunista Italiano condannarono pubblicamente l'accaduto (quest'ultimo definendo gli autori "provocatori trotskisti") in quanto la guerra era già finita da nove settimane e si sarebbe dovuto attendere l'inchiesta sulle responsabilità individuali delle persone arrestate. L'organizzazione del PCI aiutò comunque tre degli assassini ad espatriare segretamente a Praga, su disposizione dello stesso Togliatti che aveva consultato Secchia e Longo (come riportato da Massimo Caprara, al tempo segretario particolare di Togliatti). Altri otto ricercati ripararono invece nella Jugoslavia (al tempo in mano ai partigiani di Tito), probabilmente tramite gli stessi canali.

## I tre processi

### Il processo militare alleato
Il governo militare alleato, nella persona del generale Dunlop governatore militare del Veneto, affidò le indagini agli investigatori John Valentino e Therton Snyder. Lo stesso generale così condannò con parole dure l'eccidio l’8 luglio 1945 al Municipio di Schio:
()
In due mesi di indagini Valentino e Snyder identificarono quindici dei presunti autori della strage, di cui otto erano scappati in Jugoslavia prima dell'arresto e sette vennero arrestati. Il processo istituito dalle autorità militari alleate si svolse nell'autunno del 1945. La Corte militare alleata, presieduta dal colonnello statunitense Beherens, assolse due degli imputati presenti e condannò gli altri cinque, tre di essi furono condannati a morte, due furono condannati all'ergastolo, altri tre imputati furono condannati in contumacia a ventiquattro e a dodici anni di reclusione (le condanne a morte verranno commutate nel carcere a vita dal capo del governo militare alleato, il contrammiraglio Ellery Stone).
Furono emesse condanne:
- Valentino Bortoloso, condannato a morte, pena commutata.
- Renzo Franceschini, condannato a morte, pena commutata.
- Antonio Fochesato, condannato a morte, pena commutata.
- Gaetano Canova, condannato all'ergastolo.
- Aldo Santacaterina, condannato all'ergastolo.

Grazie alle varie amnistie, la pena effettivamente scontata dai cinque condannati presenti al processo fu tra i 10 e i 12 anni.
Ruggero Maltauro ed Igino Piva (latitanti), pur sospettati di essere i capi, non vennero giudicati in quanto il processo è stato celebrato con rito anglosassone, il quale non prevede giudizi in capo agli imputati assenti. Maltauro sarà poi condannato all'ergastolo dal processo italiano del 1952, dopo essere stato estradato dalla Jugoslavia (v. successivo paragrafo). Igino Piva invece rientrò in Italia, dopo l'ennesima amnistia, nel 1974 senza scontare neppure un giorno di carcere.

### Il processo penale italiano
Altri autori dell'eccidio furono individuati successivamente e fu istruito un secondo processo, condotto da una corte italiana. Il secondo processo si tenne a Milano e la sentenza fu emessa dalla Corte d'Assise di Milano, il 13 novembre 1952, con otto condanne all'ergastolo. Tuttavia uno solo sarà presente, gli altri sette (tra cui Igino Piva) erano fuggiti nei paesi dell'Est dove trovarono protezione (come molti altri autori di stragi, ad esempio Francesco Moranino):
- Ruggero Maltauro, estradato dalla Jugoslavia dopo la rottura con il Comintern, condannato all'ergastolo, ma che in seguito godrà di uno sconto della pena. In occasione del secondo processo, egli indicherà Pietro Bolognesi come il mandante (che sarà però assolto nel terzo processo).

### Il terzo processo
Nel 1956, undici anni dopo l'eccidio, si tenne a Vicenza un terzo processo. Erano da accertare due fatti, le eventuali responsabilità del ritardo a dare esecuzione all'ordine di scarcerazione di una parte dei detenuti, emesso a Vicenza e trasmesso per competenza a Schio ma non eseguito, e l'individuazione della catena gerarchica da cui era partito l'ordine di eseguire la strage. Si trattava di individuare eventuali responsabilità nel ritardo dell'esecuzione dell'ordine di scarcerazione, ritardo costato la vita a varie persone, e di individuare nuovi mandanti della strage, indicati da Ruggero Maltauro, alla corte d'Assise di Vicenza. Erano imputati Pietro Bolognesi, segretario comunale (ex fascista poi divenuto capo del C.L.N.) e Gastone Sterchele, ex vicecomandante della Brigata Garibaldi Martiri della Val Leogra. Sterchele fu assolto con formula piena, Bolognesi per insufficienza di prove; in appello fu anch'egli assolto per non aver commesso il fatto.

## L'atteggiamento del PCI
L'Unità aveva definito i responsabili dell'eccidio "provocatori trotskisti": in realtà, i partigiani che avevano condotto l'eccidio al carcere di Schio erano legati al Partito Comunista e alle ex-Brigate Garibaldi, essendo tutti affiliati al Battaglione "Ramina-Bedin" unità garibaldina della Divisione "Garemi". Tre di loro infatti, sfuggiti alla cattura, si recarono a Roma al Ministero di Grazia e Giustizia per conferire con Palmiro Togliatti, che all'epoca guidava il dicastero dal quale dipendeva il carcere di Schio, che inoltre era nello stesso tempo segretario del PCI.
Li ricevette in via Arenula, allora sede del Ministero, il segretario del ministro, Massimo Caprara. Il Ministro della Giustizia incaricò la Direzione del partito di provvedere e su richiesta della direzione del partito i tre partigiani, coautori dell'eccidio, vennero aiutati dall'organizzazione del PCI a rifugiarsi a Praga. Durante una visita nella capitale cecoslovacca di Togliatti e Caprara, essi ebbero un incontro casuale e ringraziarono per averli aiutati. Di questo episodio Caprara, che materialmente accolse e trattò con gli omicidi per conto del ministro Togliatti, fece una dettagliata descrizione nel suo famoso libro La strage di Schio. Riportò tra l'altro la reazione di Togliatti alla notizia dell'eccidio. "Disgraziati" disse stizzito. 
Nel 1946 fu approvata la cosiddetta amnistia Togliatti, di cui beneficiarono migliaia di fascisti e collaborazionisti, ma anche partigiani autori di eccidi e di moltissimi altri casi simili di giustizia sommaria.

## Le commemorazioni
Recentemente il fatto di sangue è stato riportato alla ribalta dai libri di Giampaolo Pansa sulla Resistenza e di Massimo Caprara, nonché dell'antropologa Sarah Morgan e dagli storici locali, Simini, Valente e De Grandis. Questo fatto di sangue è stato commemorato per decenni quasi esclusivamente dalle famiglie delle vittime finché, dopo un percorso complesso di riavvicinamento, nel 2005 è stata firmata una "Dichiarazione sui valori della concordia civica" tra il sindaco di Schio, Luigi Dalla Via, i rappresentanti del "Comitato familiari delle vittime dell'Eccidio di Schio" e i rappresentanti dell'ANPI e dell'AVL. 
Oltre ai familiari delle vittime, costituiti dapprima in comitato ed ora in associazione, da tempo sono presenti agli anniversari, con proprie manifestazioni, gruppi della destra neofascista che ricordano l'eccidio con un corteo nella cittadina. Il fatto suscita sempre notevoli polemiche da parte dell'ANPI e di numerosi cittadini, partiti e movimenti democratici della sinistra supportati dai Centri Sociali, nonché, dopo il 2005, in modo più o meno marcato, da parte dell'amministrazione comunale di Schio. 
Le varie amministrazioni comunali succedutesi dal 1945 richiesero invano il conferimento a Schio della medaglia d'oro per la Resistenza. Una nuova occasione fu quando nel 1978 il presidente Pertini visitò il monte Pasubio. La richiesta fu presentata personalmente, ma il presidente, noto per la sua schiettezza, rispose solo "No". Nel 1984 fu conferita al comune la medaglia d'argento.
Nel 1993 la redazione di Mixer (programma di Rai2) produsse sulla strage un documentario intitolato Un Paese diviso per la regia di Enzo Antonio Cicchino (prodotto da Brunella Lanaro). Il documentario ricostruisce la strage mediante le testimonianze dei sopravvissuti e dei parenti delle vittime. Include anche una estesa intervista al capo partigiano Valerio Caroti "Giulio". La messa in onda dell'inchiesta fu però bloccata per cinque anni, fino al 1998, quando il filmato fu trasmesso su Rai3 (che anche all'epoca vantava ascolti notevolmente inferiori alla prevista Rai2), d'estate e ad un orario in cui tali ascolti toccano il minimo (verso mezzanotte). 
Nel 2016 il partigiano Valentino Bortoloso "Teppa" (peraltro già premiato nel 1985 con diploma del Presidente della Repubblica Pertini) fu incluso nella lista dei partigiani meritevoli della Medaglia della Liberazione, che gli è stata assegnata in prima istanza a quanto pare senza alcuna verifica da parte del prefetto, né da parte del governo in carica. Questi si giustificarono dicendo che avevano inoltrato il nominativo segnalato loro dall'A.N.P.I. Successivamente a seguito della segnalazione dell'Associazione parenti delle vittime e su richiesta del sindaco di Schio, il Ministero della Difesa revocò l'onorificenza stessa.
Uno dei parenti, Anna Vescovi, figlia del Commissario prefettizio Giulio Vescovi vittima nell'eccidio, ha tuttavia meditatamente provveduto a ricostruire un percorso di avvicinamento personale e famigliare che si è poi concluso col suo perdono del partigiano Valentino Bortoloso e la sottoscrizione da parte di entrambi di una lettera aperta di riconciliazione nella e per la pace: il documento è stato solennemente firmato davanti al vescovo di Vicenza il 3 febbraio 2017, nel consapevole e dichiarato solco tracciato dalla fondamentale "Dichiarazione" del 2005, meglio nota come "Patto di Concordia civica".
Una lapide venne posta nel luogo del massacro decenni dopo i fatti. Vi sono incisi solo i nomi delle vittime senza alcun riferimento ai fatti, ai colpevoli ed alle circostanze. Un tentativo di cambiarla, proposto in anni recenti, fu rifiutato con sdegno dai familiari delle vittime in quanto nel testo si sarebbe fatto riferimento a metodi sbagliati per fare giustizia, senza quindi tenere in considerazione l'alto numero di innocenti tra le vittime (nei successivi processi venne infatti appurato che solo 27 persone erano coinvolte con il fascismo), e l'assenza di qualsivoglia istruttoria per gli altri.

## Condannati come autori dell'eccidio
- Valentino Bortoloso, condannato a morte, pena successivamente commutata in carcerazione, scontò circa 10 anni.
- Renzo Franceschini, condannato a morte, pena successivamente commutata in carcerazione.
- Antonio Fochesato, condannato a morte, pena successivamente commutata in carcerazione.
- Gaetano Canova, condannato all'ergastolo.
- Aldo Santacaterina, condannato all'ergastolo.
- Ruggero Maltauro, condannato all'ergastolo.

Due altre persone furono condannate a 24 anni e una terza fu condannata a 12 anni.
Tutti i condannati fruirono delle numerose amnistie ed indulti promulgati nel dopoguerra.

## Le vittime dell'eccidio

### Morti sul posto
1. Teresa Alcarro, anni 45, segretaria del Fascio Repubblicano Femminile di Torrebelvicino, operaia tessile
2. Michele Arlotta, anni 62, membro del Direttorio del Fascio Repubblicano di Schio, chirurgo e primario dell'ospedale di Schio (ordine di scarcerazione firmato ma non eseguito). Aveva curato parecchi partigiani feriti, tra cui Igino Piva stesso.
3. Quinta Bernardi, anni 28, operaia tessile.
4. Irma Baldi, anni 20, iscritta al Fascio Repubblicano di Schio, casalinga. Imprigionata per costringere il padre Socrate Baldi a costituirsi. Questi però era già stato ucciso dal partigiani il 29 aprile 1945.
5. Umberto Bettini, anni 40, iscritto al Fascio Repubblicano di Schio, impiegato.
6. Giuseppe Bicci, anni 20, della Milizia stradale della G.N.R., impiegato.
7. Ettore Calvi, anni 46, legionario fiumano nel 1927 con Gabriele D'Annunzio. Commissario del Fascio di Torrebelvicino e di Valli del Pasubio, tipografo.
8. Livio Ceccato, anni 37, fondatore del Fascio Repubblicano di Schio, brigadiere della G.N.R., impiegato.
9. Maria Teresa Dal Collo, anni 56, casalinga.
10. Irma Dal Cucco, anni 19, casalinga, di Valli del Pasubio.
11. Anna Dal Dosso, anni 19, operaia.
12. Antonio Dal Santo, anni 37, iscritto al Fascio Repubblicano, caporalmaggiore della G.N.R., operaio.
13. Francesco Dellai, anni 42, iscritto al Fascio Repubblicano di Schio, operaio tessile.
14. Settimio Fadin, anni 49, squadrista antemarcia, comandante la squadra fascista La Disperata, fondatore del Fascio Repubblicano di Schio, commerciante.
15. Mario Faggion, anni 27, iscritto al Fascio Repubblicano di Schio, milite della G.N.R., autista.
16. Severino Fasson, anni 20, milite della G.N.R., calzolaio.
17. Fernanda Franchin, anni 39, iscritta al Fascio Repubblicano di Schio, casalinga.
18. Silvio Govoni, anni 55, membro del Comando della Brigata Nera di Schio, impiegato.
19. Adone Lovise, anni 40, impiegato.
20. Angela Irma Lovise, anni 44, iscritta al Fascio Repubblicano di Schio, casalinga/ assistente sociale.
21. Blandina Lovise, anni 33, ausiliaria della R.S.I., impiegata.
22. Lidia Magnabosco, anni 18, prestò servizio presso i tedeschi, casalinga.
23. Roberto Mantovani, anni 44, commissario prefettizio di Tretto, segretario comunale. Era stato l'unico a partecipare al funerale di don Pietro Franchetti assassinato a Tretto.
24. Isidoro Dorino Marchioro, anni 35, segretario del Fascio di Schio e di San Vito di Leguzzano, commerciante.
25. Alfredo Menegardi, anni 37, milite della Brigata Nera di Thiene, capostazione a Piovene Rocchette.
26. Egidio Miazzon, anni 44, fondatore del Fascio Repubblicano di Schio, membro del Direttorio, impiegato.
27. Giambattista Mignani, anni 25, milite della G.N.R.
28. Luigi Nardello, anni 35, brigadiere della G.N.R., cuoco.
29. Teresa Omedio Ciscato, anni 41, operaia tessile.
30. Giovanna Pangrazio, anni 31, ausiliaria della R.S.I., impiegata al Fascio Repubblicano di Torrebelvicino.
31. Alfredo Perazzolo, anni 29, iscritto al Fascio Repubblicano di Schio, meccanico. Nella sparatoria salvò il padre coprendolo col proprio corpo.
32. Vito Ponzo, anni 57, commerciante.
33. Giuseppe Pozzolo, anni 45, impiegato.
34. Giselda Rinacchia, anni 24, iscritta al Fascio Repubblicano di Schio, operaia.
35. Ruggero Rizzoli, anni 51, maggiore, della segreteria del Duce, diresse l'Ufficio Dispersi della RSI a Gargnano (ordine di scarcerazione firmato ma non eseguito). Era stato incarcerato dai tedeschi per avere protetto sbandati e partigiani. Liberato dagli Alleati il 26/04/45, fu reincarcerato dai partigiani in maggio.
36. Leonetto Rossi, anni 20, studente, della Milizia stradale della G.N.R.
37. Antonio Sella, anni 60, ex podestà di Valli del Pasubio, del Direttorio del Fascio Repubblicano di Schio, industriale farmaceutico (ordine di scarcerazione firmato ma non eseguito).
38. Antonio Slivar, anni 65, commissario prefettizio e segretario del Fascio Repubblicano di Malo, pensionato. Salvò il figlio Ferri Slivar proteggendolo col proprio corpo.
39. Luigi Spinato, anni 36, iscritto al Fascio Repubblicano di Schio, portiere (ordine di scarcerazione firmato ma non eseguito).
40. Giuseppe Stefani, anni 63, Podestà di Valdastico, impresario.
41. Elisa Stella, anni 68, casalinga (accusata di fascismo da un suo inquilino, partigiano, che non pagava l'affitto).
42. Carlo Tadiello, anni 22, studente, ufficiale G.N.R.
43. Sante Tomasi, anni 53, fiduciario del commissario del Fascio di Schio, capitano alpini collaborazionisti, impiegato. Cattolico fondatore della locale "Società di San Vincenzo de' Paoli".
44. Luigi Tonti, anni 48, iscritto al Fascio Repubblicano di Schio, commerciante.
45. Francesco Trentin, anni 56, iscritto al Fascio Repubblicano di Schio, sospettato di delazione, invalido, operaio tessile.
46. Giulio Ziliotto, anni 38, Iscritto al Fascio Repubblicano di Schio, commissario comunale dell'Opera Nazionale Balilla, impiegato. Fondatore del Motoclub Schio, ideatore del raduno motociclistico del Pasubio (ordine di scarcerazione firmato ma non eseguito).
47. Oddone Zinzolini, anni 40, squadrista antemarcia, iscritto al Fascio Repubblicano di Schio, rappresentante.

### Deceduti nei giorni successivi per le ferite riportate
1. Giovanni Baù, anni 44, commerciante.
2. Settima Bernardi, anni 21, operaia.
3. Arturo De Munari, anni 43, tessitore.
4. Giuseppe Fistarol, anni 47, maggiore genio.
5. Mario Plebani, anni 49, squadrista antemarcia comandante di coorte, reggente del Fascio Repubblicano di Schio, commerciante. Incarcerato nel 1924 per avere criticato la piega che il primo fascismo stava prendendo, era ritornato al nuovo Partito Fascista Repubblicano per imprimervi un'impronta sociale. Fondatore della Società Calcio Schio.
6. Carlo Sandonà, anni 74, membro della Milizia, pensionato ex-barbiere.
7. Giulio Vescovi, anni 35, commissario prefettizio (capitano della Divisione corazzata "Ariete", pluridecorato al valor militare). Poco prima della sparatoria aveva chiesto di parlare "da soldato a soldato", ricevendone invece uno schiaffo. Pur avendo subìto ferite non gravi agli arti, decedeva all'ospedale il 18 luglio 1945 - ufficialmente per "morte naturale".

Bilancio dell'eccidio: 54 morti (38 civili, 16 Militi) di cui 15 donne. 7 vittime erano minorenni.

### Sopravvissuti

#### Feriti ma non uccisi
1. Luigi Bigon, anni 42, rappresentante (detenuto comune - mercato nero).
2. Antonio Borghesan, anni 19, iscritto al Fascio Repubblicano, della Brigata Nera di Schio, elettricista.
3. Giuseppe Cortiana, anni 53, ex podestà di Torrebelvicino.
4. Maria Dall'Alba, anni 23, casalinga.
5. Anselmo Dal Zotto, anni 25, milite della Polizia Ausiliaria Repubblicana, studente.
6. Guido Facchini, anni 25, milite della Brigata Nera di Schio, muratore.
7. Giuseppe Faggion, anni 36, fondatore del Fascio Repubblicano di Schio, gestore della mensa della G.N.R.
8. Mario Fantini, anni 24, milite della G.N.R. Fu il testimone che riconobbe uno degli assassini ovvero Renzo Franceschini dalla cui confessione scaturì l'inchiesta.
9. Anna Maria Franco, anni 17, studentessa.
10. Emilia Gavasso, anni 49.
11. Carlo Gentilini, anni 38, ingegnere.
12. Emilio Ghezzo, anni 47, meccanico.
13. Olga Pavesi (Clamer), anni 41, segretaria del Fascio Repubblicano Femminile di Schio, casalinga.
14. Calcedonio Pellitteri, anni 30, reduce dalla Russia, interprete per i tedeschi all'officina ILMA.
15. Dr. Arturo Perin, anni 34, ufficiale istruttore della Milizia Stradale della G.N.R. di Piovene Rocchette, insegnante.
16. Rino Tadiello, anni 55, fondatore e commissario del Fascio Repubblicano di Schio, insegnante.
17. Rosa Tisato, anni 35, operaia.

#### Illesi
Mitragliati ma non colpiti
1. Giovanni Alcaro, segretario del Fascio Repubblicano di Torrebelvicino.
2. Bruno Busato, 35 anni, iscritto al Fascio Repubblicano di Schio.
3. Giuseppe Bastianello, 46 anni.
4. Pietro Calgaro, 47 anni, squadrista antemarcia, fondatore del Fascio Repubblicano di Schio.
5. Rosa Canale
6. Diego Capozzo, 36 anni, ex vicecommissario prefettizio fascista
7. Augusto Cecchin, 41 anni, fondatore del Fascio Repubblicano di Schio, sergente della Milizia.
8. Alessandro Federle, 46 anni, membro della Milizia della R.S.I.
9. Vittorio Federle, 29 anni.
10. Agostino Micheletto, 52 anni, maggiore della G.N.R.
11. Umberto Perazzolo, 51 anni, iscritto al Fascio Repubblicano di Schio, Istruttore premilitare della G.I.L.
12. Caterina Sartori, 36 anni.
13. Ferri Slivar, 28 anni, iscritto al Fascio Repubblicano di Schio. Salvato dal padre Antonio Slivar che lo protesse col proprio corpo.
14. Alfredo Tomasi, 26 anni, iscritto al Fascio Repubblicano di Schio.
15. Basilio Trombetta, 36 anni, fondatore del Fascio Repubblicano di Schio.

Risparmiati dai partigiani
1. Carlo Albrizio, 52 anni.
2. Antonio Antoniazzi, 42 anni.
3. Massimo Carozzi, 53 anni (tolto dai condannati su intervento del partigiano Canova).
4. Bruno Maron, anni 55.
5. Irma Dechino 27 anni (stava lavando le scale al momento dell'irruzione partigiana).
6. Lucia Santacaterina 38 anni (stava lavando le scale al momento dell'irruzione partigiana).

In totale 21 illesi, come da relazione del Capitano Chambers.
Detenuti comuni esclusi dall'eccidio
1. Boaria Ido, 22 anni (det. per furto);
2. Fabrello Angelo, 44 anni (det. per furto);
3. Jaccheo Elisa, 26 anni (det. per rapina);
4. Pietrobelli Gino, 31 anni (det. per furto);
5. Santacaterina Apollonia, 55 anni (det. per procurato aborto);
6. Sartori Piero, 48 anni (det. per furto);
7. Tarso Gildo, 19 anni (det. per furto).